# Bobby Joe Morrow
Bobby Joe Morrow (Harlingen, 15 ottobre 1935 – San Benito, 30 maggio 2020) è stato un velocista statunitense, vincitore di tre medaglie d'oro olimpiche a Melbourne 1956.

## Biografia
Nel 1955, all'età di 19 anni, fu proclamato vicecampione statunitense sui 100 metri. L'anno dopo, alle Olimpiadi di Melbourne 1956 vinse tre medaglie d'oro: sui 100 metri, sui 200 metri e nella staffetta 4×100 metri, con Ira Murchison, Leamon King e Thane Baker. Dopo le Olimpiadi continuò a gareggiare ad ottimi livelli.
Nel 1958 ottenne i titoli nazionali sui 100 metri e 200 metri. Lasciò l'attività agonistica nel 1960, dopo non essere riuscito a qualificarsi per le Olimpiadi di Roma. Dopo il ritiro ha lavorato come agricoltore e grossista. Nell'ottobre 2006 gli è stato dedicato il Bobby Morrow Stadium a San Benito, con 11 000 posti.

## Palmarès
| Anno | Manifestazione  | Sede      | Evento      | Risultato | Prestazione | Note            |
| ---- | --------------- | --------- | ----------- | --------- | ----------- | --------------- |
| 1956 | Giochi olimpici | Melbourne | 100 metri   | Oro       | 10"5        |                 |
| 1956 | Giochi olimpici | Melbourne | 200 metri   | Oro       | 20"6        | Record mondiale |
| 1956 | Giochi olimpici | Melbourne | 4×100 metri | Oro       | 39"5        | Record mondiale |